# Suctobelba trigona
Suctobelba trigona är en kvalsterart som först beskrevs av Michael 1888.  Suctobelba trigona ingår i släktet Suctobelba och familjen Suctobelbidae. Inga underarter finns listade i Catalogue of Life.